# Les Affreux
Pour les articles homonymes, voir Affreux.
Pour plus de détails, voir Fiche technique et Distribution.
Les Affreux est un film français de Marc Allégret, sorti en 1959. C'est une comédie de mœurs.

## Synopsis
César Dandieu est un honnête caissier dans une compagnie pétrolière et Fernand Mouchette un inventeur distrait. Ce dernier vient proposer un nouveau type de carburateur à ladite compagnie quand César doit rendre sa caisse de la journée à son supérieur hiérarchique. Se croisant, ils échangent, sans s'en rendre compte, leurs valises respectives, exactement du même type. César présentant la mallette contenant le carburateur au lieu de l'argent de la caisse est envoyé en prison, accusé de vol. Pendant ce temps, Fernand rentre chez lui où l'attend Adèle, sa charmante et bohème fiancée. Mais il est interpellé par les gendarmes, recherché pour n'avoir pas effectué son service militaire en temps voulu.
Sortis, l'un de prison, l'autre de la caserne, ils se rencontrent par hasard, deviennent amis et se racontent leurs malheurs respectifs, décidant de se venger de la société. 

## Fiche technique
- Titre original : Les Affreux
- Titre alternatif : Les Pétroleurs
- Réalisation : Marc Allégret, (quelques séquences ont été tournées par Gilles Grangier),  assisté de François Leterrier
- Scénario : Marc Allégret, Pascal Jardin, Jean Marsan
- Décors : Rino Mondellini
- 1er Assistant décorateur : Jean Taillandier
- 2ème Assistant décorateur : Jacques Dugied
- Photographie : Roger Fellous
- Son : Pierre Bertrand
- Scripte : Francine Corteggiani
- Montage : Suzanne de Troeye
- Musique : Georges Van Parys
- Production : André Castaingts
- Société de production : Maine Films
- Société de distribution : Gaumont
- Pays de production :  France
- Langue originale : français
- Format : Noir et blanc — 35 mm — son Mono
- Genre : Comédie
- Durée : 84 minutes
- Dates de sortie : 
  - France : 11 septembre 1959
- Affiche : Clément Hurel (France)

## Distribution
- Pierre Fresnay : César Dandieu
- Darry Cowl : Fernand Mouchette
- Anne Colette : Adèle
- Louis Seigner : Lebreteuil
- Jacques Charon : Monestier
- Hubert Deschamps : Pomaret
- André Brunot : le directeur des Pétroles
- Michel Galabru : Pelou
- Jean Ozenne : le capitaine
- Madeleine Barbulée : la secrétaire
- Robert Burnier : le directeur de la banque
- Robert Lombard : Un vice-président de la banque
- Paul Mercey : le boucher
- Commentaires dits par François Périer